# Gaillardbois-Cressenville
 Gaillardbois-Cressenville  là một xã thuộc tỉnh Eure trong vùng Normandie miền bắc nước Pháp.